# (19915) Bochkarev
(19915) Bochkarev – planetoida z grupy pasa głównego asteroid okrążająca Słońce w ciągu 3 lat i 224 dni w średniej odległości 2,35 j.a. Została odkryta 14 września 1974 roku w Krymskim Obserwatorium Astrofizycznym w Naucznym na Półwyspie Krymskim przez Nikołaja Czernycha. Nazwa planetoidy pochodzi od Nikołaja Gennadiewicza Boczkarewa (ur. 1947), odkrywcy promieniowania rentgenowskiego z mgławic uformowanych przez wiatr oraz prekursora programu mapowania jąder aktywnych galaktyk. Przed nadaniem nazwy planetoida nosiła oznaczenie tymczasowe (19915) 1974 RX1.